# La Azulita
La Azulita é uma cidade venezuelana, capital do município de Andrés Bello, estado de Mérida.
É uma cidade turística e foi reconhecida internacionalmente por sua segurança e ecologia. Além de sua rica cultura, artesãos, o Passeio Internacional de Mountain Bike e Concursos de Observação de Aves.

## Cultura

### Turismo
Destacando entre suas belezas naturais na cidade de La Azulita, o pássaro Quetzal, considerado o pássaro mais bonito de todo o continente americano.

Em 2024, o estado de Mérida conseguiu registrar 314 espécies de aves no Grande Dia de Outubro, comemorado em 12 de outubro, conseguindo obter o primeiro lugar nesta competição na Venezuela, sendo a La Azulita, na Estância La Bravera, tendo 33 espécies avistadas.